# 奥尔索尼亚
奥尔索尼亚（義大利語：Orsogna），是意大利基耶蒂省的一个市镇。总面积25平方公里，人口4153人，人口密度166.1人/平方公里（2009年）。ISTAT代码为069057。